# Rodrigue Dikaba
Rodrigue Dikaba (ur. 28 października 1985 w Tuluzie) – kongijski piłkarz występujący na pozycji obrońcy lub pomocnika.
Wraz z zespołem F91 Dudelange trzy razy zdobył mistrzostwo Luksemburga (2016, 2017, 2018), a także dwa razy zwyciężył w rozgrywkach Pucharu Luksemburga (2016, 2017). Ponadto wywalczył mistrzostwo Luksemburga z Folą Esch (2021) oraz Puchar Luksemburga z Unionem Luxembourg (2022).
W reprezentacji Demokratycznej Republiki Konga zadebiutował 25 marca 2008 w zremisowanym 0:0 towarzyskim meczu z Gabonem. W latach 2008–2011 w drużynie narodowej rozegrał 11 spotkań.

## Statystyki ligowe
| Rozgrywki         | Poziom | Kraj       | Mecze | Gole |
| ----------------- | ------ | ---------- | ----- | ---- |
| Nationaldivisioun | I      | Luksemburg | 119   | 8    |
| Liga I            | I      | Rumunia    | 7     | 0    |
| Division 2        | II     | Belgia     | 87    | 3    |
| National          | III    | Francja    | 94    | 1    |
| League One        | III    | Anglia     | 1     | 0    |